# La Vall d'en Bas
La Vall d'en Bas is een gemeente in de Spaanse provincie Girona in de regio Catalonië met een oppervlakte van 91 km². La Vall d'en Bas telt 2.983 inwoners (1 januari 2016).

## Demografische ontwikkeling
Bron: INE, 1970-2011: volkstellingen
Opm.: De gemeente La Vall d'en Bas ontwtond in 1968 door de fusie van de gemeenten Bas, Juanetas, La Piña en San Privat de Bas